# 张居淮
张居淮（1955年—），男，山东滕县人，1970年参加工作，1984年加入中国共产党，一级编导，曾任安徽演艺集团董事长。

## 生平
1970年至1982年，任蚌埠市文工团舞蹈队演员、舞蹈队队长。1982年至1984年，在蚌埠教育学院（现蚌埠学院）中文系脱产学习。1984年至1985年，在蚌埠市文化局工作。1985年至1989年，先后任蚌埠市泗州戏剧团副团长、团长兼党支部书记。1994年至2001年，任蚌埠市文化局副局长、党委委员。其间，1993年至1995年在中央党校函授学院经济专业本科班学习。2001年至2004年，任安徽艺术学校党委书记、校长。其间，2001年11月至2004年1月在复旦大学国际关系与公共事务学院行政管理专业研究生课程班学习。2004年11月，任安徽艺术职业学院院长。2008年2月，兼任安徽省文化厅副厅长。
2010年3月，任安徽演艺集团有限责任公司总经理。2016年2月，因年龄原因，不再担任安徽演艺集团党委书记、董事长。

## 社会兼职
中国艺术职业教育学会副会长，中国文华艺术院校奖“桃李杯”舞蹈大赛评委，教育部高职高专艺术表演类指导委员会委员，安徽省文联副主席，中国舞蹈家协会理事，安徽省舞蹈家协会主席。